# Chetogena aegyptiaca
Chetogena aegyptiaca là một loài ruồi trong họ Tachinidae.